# Loomit
Loomit (* 1968 in Celle, eigentlich Mathias Köhler) ist ein deutscher Graffiti-Writing-Künstler.
Seine Karriere begann 1983 in Buchloe, wo er den Wasserturm bemalte. Nach seinem ersten Gerichtsverfahren 1984 verwendete er das Pseudonym Loomit. Er lebt und arbeitet in München.

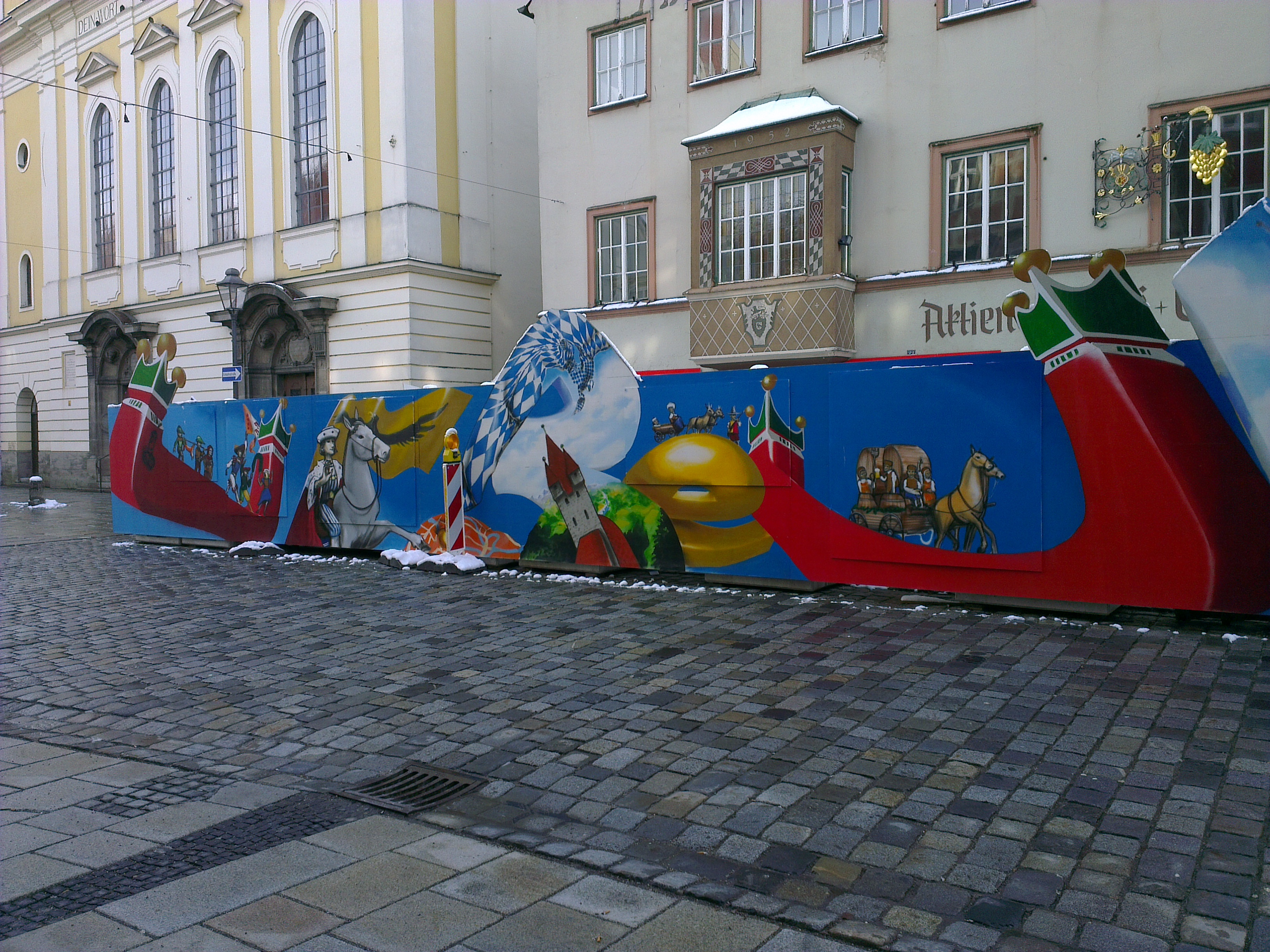
Der von Loomit gestalteten Zaun an der Baustelle der künftigen Kaufbeurer Sparkassenzentrale (ehem. Gasthaus Traube)

## Werk
1993 bemalte Loomit das private Badezimmer des Münchner Oberbürgermeisters, Christian Ude. 1995 lernte er vom Graffitikünstler Seen das Tätowieren in der Bronx.
Seine ersten Einzelausstellungen organisierte er 1996 in Darmstadt. 2002 bekam er den Schwabinger Kunstpreis aus der Hand von Christian Ude verliehen.

### Anfänge
Als einer von sieben Sprühern war Loomit 1985 an der Gestaltung des Geltendorfer Zugs beteiligt. Die S-Bahn war der erste großflächig mit Graffiti besprühte Zug in Deutschland.

## Projekte

### Zeichen der Zeit

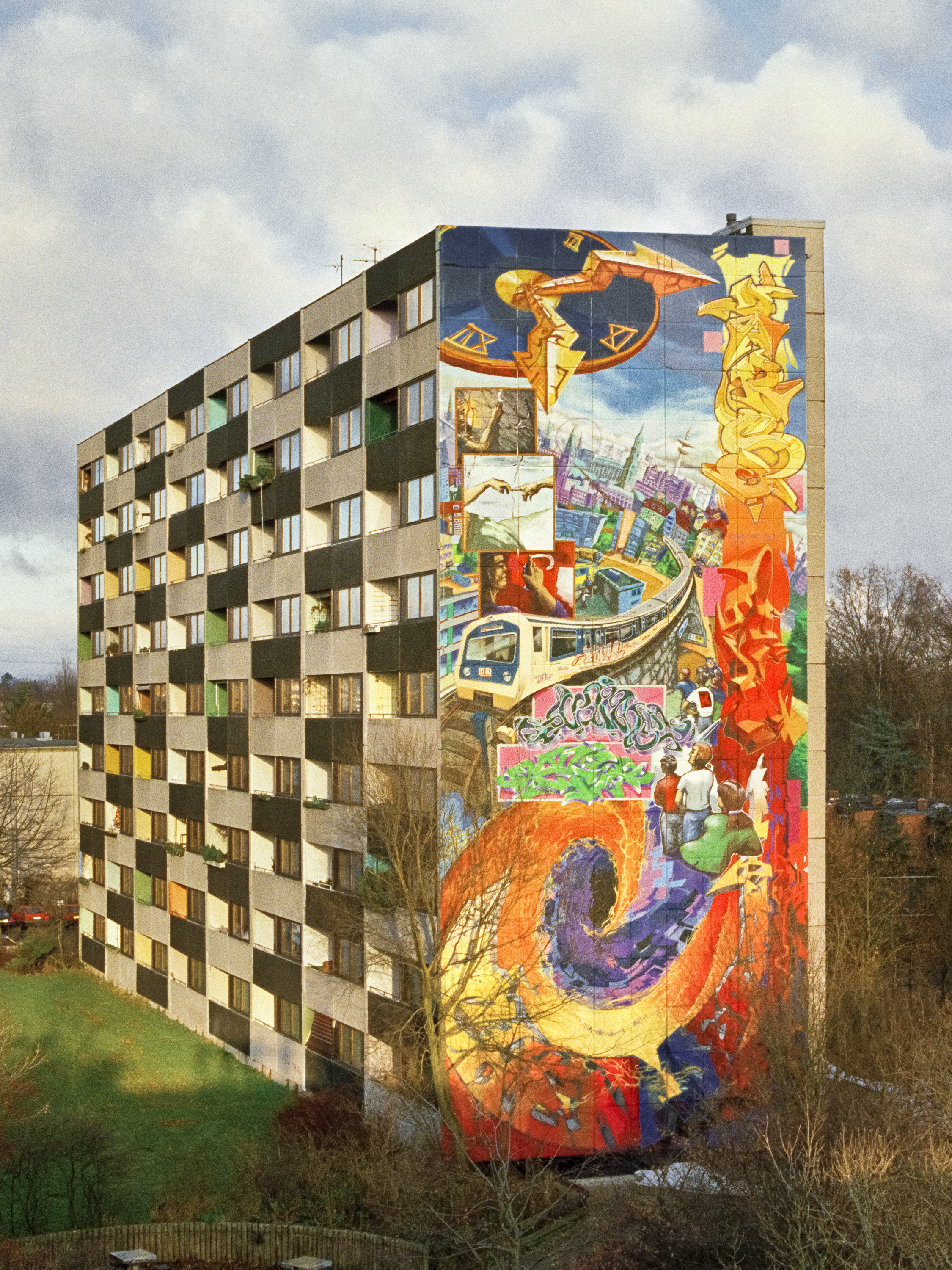
Zeichen der Zeit. Otto-Schumann-Weg, Hamburg-Lohbrügge (Bergedorf)

Loomit war einer der Künstler der Wandgestaltung Zeichen der Zeit. Die Arbeit bekam einen Eintrag ins Guinness-Buch der Rekorde für das höchste Graffito der Welt. Zusammen mit Darco, DAIM, Hesh und weiteren, unter organisatorischer Leitung von Lothar Knode, entstand im Dezember 1995 das Graffito von insgesamt 300 m² Fläche an einer Hochhaus-Fassade in Hamburg-Lohbrügge.  1000 Sprühdosen benötigten die Künstler für das 30 Meter hohe und 11 Meter breite Kunstwerk.  Es zeigt eine Komposition aus Schrift- und Bildelementen sowie Zitaten aus Meisterwerken der Wandmalerei.

### Mural Global
Im Rahmen von Mural Global, ein weltweites Wandmalprojekt zur Agenda 21, realisierte Loomit im Jahr 2001, gemeinsam mit den brasilianischen Graffiti-Künstlern Os Gêmeos, Vitché, Herbert Baglione und Nina Pandolfo sowie mit den deutschen Graffiti-Künstlern DAIM, Codeak und Tasek, ein 300 m² großes Wandbild in São Paulo. Das Wandbild liegt unter einem Viadukt des Beneficência-Portuguesa-Krankenhauses auf der Avendia 23 de Maio und beinhaltet das Thema Luft, Erde, Wasser und Feuer.
80 Wandbilder sind bisher im Rahmen des Wandmalprojektes Mural Global entstanden, einer Initiative von Farbfieber e. V. Düsseldorf, unter Schirmherrschaft der UNESCO. Das Projekt wurde mit dem Innovationspreis Soziokultur 2002 des Fonds Soziokultur ausgezeichnet.

### Georg-Elser-Graffito
In Blickweite des Münchner Hauptbahnhofs gestaltete er im Sommer 2017 auf einer 23 Meter hohen und 11,4 Meter breiten Fassade der Stadtsparkassen-Filiale in der Bayerstraße 69 zusammen mit WON ABC ein großflächiges Graffito, das dem Widerstandskämpfer Georg Elser gewidmet ist.

### Stauwehr Oberföhring
2022 bekam er zusammen mit Lando (Melander Holzapfel) und Bert (Nils Jänisch) den Auftrag, das 80 Meter breite Stauwehr Oberföhring zu bemalen.

## Reisen und Einflüsse auf lokale Szenen
Loomit bereiste unzählige Länder, um dort Wandbilder zu hinterlassen. So prägte und beeinflusste er unzählige Graffiti-Sprüher weltweit. BG138 aus der Tats crew bestätigt in einem Interview, dass Europa in mancher Hinsicht fortschrittlicher sei, so zum Beispiel auch bezüglich des 3D-Stils und einer sehr kooperativen Arbeitsweise, wie Loomit und DAIM sie prägten. Crome, ein bekannter Writer aus Miami, spricht darüber, Loomit kennengelernt zu haben und beeindruckt davon gewesen zu sein, wie viel Planung er in seine Arbeit steckt. Der Writer Pest aus Miami spricht davon, wie Loomit und DAIM nach Miami kamen und (deutsche) Belton-Sprühdosen mitbrachten. Dadurch veränderte sich die Farbpalette der heimischen Writer.

## Film
- Loomit – Der Sprayer (Bayerischer Rundfunk/Arte, 2005. 43-minütige Dokumentation von Eike Barmeyer). Darin: Loomit sei der bedeutendste deutsche Graffitikünstler.
- Wenn sich’s thun ließ, schrieb er seinen Namen hin – Joseph Kyselak (1798–1831): Loomit ist zu Besuch in Wien, arbeitet am Donaukanal, nimmt teil am Levin-Statzer-Jam und spricht über seine künstlerischen Anfänge in Zusammenhang mit Graffiti-Urahn Joseph Kyselak. Filmdokumentation von Chico Klein und Gabriele Goffriller (ORF, 2008, 45 min).